# Nizozemska Istočna Indija
Nizozemska Istočna Indija bila je prethodnica današnje republike Indonezije pod nizozemskom upravom.
Od ranog je 17. stoljeća na arhipelagu bila dominirajuća snaga Objedinjena Nizozemska Istočnoindijska kompanija (VOC). Osnovana 1602. godine, vrlo brzo je potiskivala Portugal koji je do tada vladao područjem. U to vrijeme, Portugal je bio dio Španjolske s kojom je Nizozemska bila u ratu. Nizozemci 1605. od Portugalaca uzimaju Ambon na Molucima i u njemu osnivaju svoje prvo uporište u području.
1619. osnivaju Bataviu, kako se u to vrijeme nazivala današnja Jakarta, kao glavno sjedište Kompanije, a njihova je vlast prvotno obuhvaćala samo uže područje oko Batavie. Dalje, tijekom 17. stoljeća, zauzimaju postepeno sve važnije luke otočja: 1641. Malaccu (Malajski poluotok), 1667. Aceh (sjever Sumatre), 1669. Makassar (Borneo) i, na kraju, 1682. do tada britanski Banten (Java).
Gospodarstvo kolonije zasnivalo se na začinima koji su na različitim otocima uzgajani kao monokultura: Ambon je bio specijaliziran za klinčiće, Timor za sandalovinu, Bandski otoci za muškatne oraščiće. S također nizozemskoga je Cejlona dolazio cimet, a vrlo važan začin koji je također uzgajan bio je i crni papar. Papar su razmjenjivali za pamuk iz Indije i srebro iz Amerike. Jedan od važnih izvora bogatstva Kompanije bila je i trgovina unutar otočja.
Stanovništvo je 1900. činilo oko 37 milijuna stanovnika. Od toga je 29 mil. živjelo na Javi i Maduri. U koloniji je živjelo oko 80.000 Europljana i 550.000 etničkih Kineza.

## Preuzimanje od strane nizozemske vlade nakon 1799.
Krajem 18. stoljeća VOC je već dugo bio "država u državi". Nakon 1799. kad je VOC raspušten i međufaze u vrijeme napoleonskih ratova arhipelagom je upravljala Britanija, da bi potom upravljanje preuzela nizozemska država. Pri tome su Britanci vratili čitavo područje kao jedinstvenu nizozemsku koloniju. Ovaj je proces dovršen 1824. ugovorom kojim su i zamijenjeni britansko uporište Bengcoolen (danas Bengkulu) na Sumatri za Malakku, do tada nizozemsko uporište na Malajskom poluotoku. Tako su kolonijalne sile racionalno zaokružile svoja područja utjecaja.
Nizozemska je vlada nastavila VOCov omiljeni način vladanja ovim područjima, posredno, preko indonezijskih kneževa.
Tijekom 19. stoljeća unutrašnjost mnogih otoka, na kojima je do tada VOC imao samo uporišta, se koloniziraju. Tako je od 1908. čitav teritorij kasnije Indonezije pripadao Nizozemskoj Istočnoj Indiji. Granica s Portugalskim Timorom, koja se uglavnom poklapa s današnjom granicom između Indonezije i Istočnog Timora, konačno je definirana 1916. godine.

## Kolonijalne trupe
Još u vrijeme postojanja Istočnoindijske kompanije veći dio angažiranih vojnika bio je regrutiran iz redova njemačkih dobrovoljaca. Ista je praksa nastavljena i kasnije. Do 1900. udjel nenizozemaca u europskom osoblju bio je značajno iznad 50%, dok se taj udjel kasnije kretao oko jedne trećine. Od lokalnog stanovništva, vrbovani su uglavnom Javanci koje se smatralo ratobornim, i pretežno kršćanski Ambonežani. Za stražarske službe i suzbijanje gerilaca u Acehu još 1890tih obrazovane su pomoćne jedinice

## Drugi svjetski rat i neovisnost
Nakon japanskog napada na Pearl Harbor, Nizozemska vlada u egzilu, zajedno s SADom i Velikom Britanijom i drugim zemljama, objavila je rat Japanu. Od 16. prosinca 1941. do 8. ožujka 1942. Japan osvaja čitavo područje Nizozemske Istočne Indije, a 9. ožujka objavljena je napadačima bezuvjetna predaja. Područje je sve do kraja rata 1945. ostalo u japanskim rukama. Japanci su za to vrijeme podržavali indonezijski nacionalni pokret predvođen Sukarnom i Mohammadom Hattom.
Nakon japanske kapitulacije 15. kolovoza 1945. republikanac Sukarno objavljuje neovisnost Nizozemske Istočne Indije. Nizozemska to nije prihvatila, nego je pokušala obnoviti svoju vlast. U prijelaznom razdoblju, prema dogovoru japanske su trupe, nadzirane Britancima, i dalje brinule za red i mir. U tom vremenu republikanci uspijevaju ovladati velikim dijelovima Jave i nekim drugim područjima. U dvije vojne akcije, eufemistički nazvanim "policijskim", Nizozemci vraćaju velike dijelove tih područja pod svoju kontrolu. No, svjetska javnost, između ostalih i SAD od čije financijske podrške je Nizozemska ovisila, osuđuju akcije.
Nizozemska priznaje neovisnost Indonezije 27. prosinca 1949. no zadržava suverenitet nad Nizozemskom Novom Gvinejom do 1962. kad, pod pritiskom SAD-a, prihvaća predaju i tog područja Indoneziji. Pri tome, kao jedan od uvjeta Nizozemska je zahtijevala provođenje referenduma u Papui o pripajanju Indoneziji. Indonezija je manipulirala referendumom u svoju korist, no UN su ga službeno priznali.

## Zločini nizozemske uprave
Nizozemci su uz pomoć japanskih plaćenika lišili života cjelokupno izvorno pučanstvo otoka Banda, između 10 000 i 15 000 ljudi.
Dne 25. prosinca 1946. godine nizozemske specijalne postrojbe ubijaju na tisuće Indonežana na južnom Celebesu (današnji Sulawesi). Bataljun kapetana Raymonda Westerlinga bio je posebno efikasan u hladnokrvnom ubijanju Indonežana te je tijekom prva dva mjeseca sukoba hladnokrvno pogubio više od 4 000 domorodaca.
9. prosinca 1947. nizozemska kraljevska vojska Istočne Indije počinila je pokolj u Rawagedeu na otoku Javi. Nizozemske su snage tada hladnokrvno ubile 431 muškarca iz sela Rawagde kako bi spriječili novačenje u indonežanski pokret otpora te kako bi se osvetili za ratne gubitke u njihovim postrojbama. Tijekom kolonijalnog rata pogubljeno je oko 150 000 Indonežana, a mnogi su zatočeni i raseljeni.